# الثنية (بيشة)
الثنية إحدى مراكز محافظة بيشة. تقع في غرب المحافظة على مسافة 45 كيلاً، ويقطنها 10591 نسمة. بها من الدوائر الحكومية: دفاع مدني، محكمة، بلدية، شرطة، مكتب بريد، مكتب تربية بنين.

## الموقع
تقع بلدة الثنية على ضفاف وادي تبالة الجنوبية، وتبعد عن محافظة بيشة نحو 45 كم إلى الشمال الشرقي، واسم (الثنية) عموم أطلق على مصب وادي تبالة كله.

## الآثار
تشتمل بلدة الثنية على عدد من المواقع الأثرية٬ ومنها موقع الحوطة المتضمن بركة تسمى (حوطة مطوية)٬ تتصل بقناة مائية تغذي عددًا من المواقع٬ مثل: بركة الصفية٬ وقرية الغدير. كما توجد في المنطقة نفسها بيوت طينية قديمة التأسيس مسقوفة بجذوع النخل٬ وبخاصة ما عُثر عليه حول الجبل الأحمر٬ وجبل مرايش٬ وقرية ضريب السوق. تعد هضبة أم وقر من المواقع الأثرية المهمة في بلدة الثنية، فقد كشف فيها عن بئر مطوية٬ وعدد من النقوش العربية الإسلامية٬ أحدها مؤرخ سنة 140 هـ الموافق 757م. بالقرب من هذه الهضبة توجد هضبة أخرى تدعى أم المحاجر تشتمل واجهات صخورها على رسوم صخرية آدمية وحيوانية٬ ومخربشات جنوبية. وكذلك توجد هضبة ثالثة في المنطقة تُدعى هضبة أم الرحي٬ تحوي عددًا من الكتابات والنقوش العربية الإسلامية المبكرة٬ ومنها نقش بالخط الكوفي مؤرخ بسنة 141 هـ الموافق 758م.